# Morris West
Pour les articles homonymes, voir West.
Œuvres principales
Morris L. West, né le 26 avril 1916 à St Kilda et mort le 9 octobre 1999 à Clareville (en), est un écrivain australien qui a reçu en 1959 le prix James Tait Black Memorial pour son roman L'Avocat du diable (The Devil's Advocate).

## Biographie
Il est né à St Kilda, dans la banlieue de Melbourne, dans l'état de Victoria et fait ses études secondaires au collège des Frères des écoles chrétiennes de sa ville. Il obtient son diplôme de l'Université de Melbourne en 1937, et travaille comme professeur en Nouvelle-Galles du Sud et en Tasmanie. 
Il passe douze ans dans une communauté des Frères des écoles chrétiennes, renouvelant ses vœux chaque année, mais y renonçant, il quitte la congrégation en 1941 et se marie. Pendant la Seconde Guerre mondiale, il sert en 1942 et 1943 comme lieutenant de l'aviation australienne dans le Pacifique. À la fin du conflit, il se lance dans la publicité, puis devient producteur de radio. En 1954, une paralysie soudaine le frappe. Guéri, il quitte l'Australie en 1955 pour aller vivre en Autriche, en Italie, en Angleterre et aux États-Unis avant de retourner en Australie en 1980. 
Ses œuvres mettent souvent l'accent sur la politique internationale et plus spécialement le rôle de l'Église catholique dans les affaires internationales. Une de ses œuvres les plus célèbres, Les Souliers de Saint Pierre, envisage l'élection et la carrière d'un pape slave, 15 ans avant l'accession de Karol Wojtyla à la Papauté (Jean-Paul II). 
Morris West est décédé alors qu'il travaillait à son bureau aux derniers chapitres de son roman La Dernière Confession, sur le procès et l'incarcération de Giordano Bruno, qui fut brûlé sur le bûcher pour hérésie en 1600. Bruno est un personnage pour lequel West a depuis longtemps de la sympathie, voire à qui il s'identifie. En 1969, il avait publié une pièce de théâtre, L'Hérétique, sur le même sujet. 
Un des thèmes majeurs, dans une grande partie de l'œuvre de West, est la question : alors que beaucoup d'organisations utilisent la violence à des fins diaboliques, quand et dans quelles circonstances est-il moralement acceptable pour leurs adversaires de répondre par la violence ?

## Œuvre

### Romans
- Moon in My Pocket (1945), publié sous le pseudonyme de Julian Morris
- Gallows on the Sand (1956) Publié en français sous le titre Le Poisson du diable, Paris, Presse de la Cité, 1966 ; réédition, Pocket no 727, 1970
- Kundu (1956) Publié en français sous le titre La Vallée des maléfices : femmes blanches et magie noire, Paris, Plon, 1964; réédition, Pocket no 526, 1967
- The Big Story (1957) Publié en français sous le titre Toute la vérité, Paris, Plon, 1962 ; réédition, Le Livre de poche no 1598, 1966 ; réédition, Pocket no 1928, 1980
- Children of the Sun (1957) Publié en français sous le titre Les Enfants du soleil, Paris, Plon, 1963; réédition, UGE, coll. Voici Témoignages no 73, 1964
- Backlash (1958)
- The Second Victory (1958) Publié en français sous le titre La Seconde Victoire, Paris, Plon, 1961 ; réédition, Le Livre de poche no 1423, 1965 ; réédition, Pocket no 1869, 1980
- McCreary Moves In (1958), publié sous le pseudonyme de Michael Yorligt  Publié en français sous le titre Michael East : L'Île perdue, Paris, Plon, 1968 ; réédition, Pocket no 952, 1972
- The Devil’s Advocate (1959) Publié en français sous le titre L'Avocat du diable, Plon, 1960 ; réédition, Le Livre de poche no 1046, 1963 ; réédition, Pocket no 1533, 1977 ; réédition, Le Livre de Poche no 14329, 1997
- The Naked Country (1960), publié sous le pseudonyme de Michael Yorligt  Publié en français sous le titre Michael East : La Poursuite infernale, Paris, Presse de la Cité, 1960
- Daughter of Silence (1961) Publié en français sous le titre Fille du silence, Paris, Plon, 1962; ; réédition, UGE, coll. Voici Témoignages no 87, 1964 ; réédition, Pocket no 667, 1969
- Les Souliers de saint Pierre (1963) Publié en français sous le titre Les Souliers de saint Pierre, Paris, Plon, 1963 ; réédition, Le Livre de poche no 2369, 1968 ; réédition, Le Livre de poche no 14512, 1998
- The Ambassador (1965) Publié en français sous le titre L'Ambassadeur, Paris, Plon, 1965; réédition, Le Livre de poche no 2663, 1969
- The Tower of Babel (1968) Publié en français sous le titre La Tour de Babel, Paris, Plon, 1968 ; réédition, Le Livre de poche no 3585, 1973
- The Heretic (1969) Publié en français sous le titre L’Hérétique, précédé de Giordano Bruno -un dossier, une pièce par Pierre Dominique, Paris, Librairie Académique Perrin, 1970
- Sutnis (1969)
- Summer of the Red Wolf (1971) Publié en français sous le titre Le Loup rouge, Paris, Fayard, 1972 ; réédition, Le Livre de poche no 4195, 1975
- The Salamander (1973) Publié en français sous le titre La Salamandre, Paris, Fayard, 1973 ; réédition, Le Livre de poche no 4111, 1975
- Harlequin (1974)  Publié en français sous le titre Arlequin, Paris, Fayard, 1974 ; réédition, Le Livre de poche no 4892, 1977
- The Navigator (1976) Publié en français sous le titre Kaloni le Navigateur, Paris, Fayard, 1976 ; réédition, Le Livre de poche no 5091, 1978
- Proteus (1978) Publié en français sous le titre Protée, Paris, Fayard, 1978
- Les Bouffons de Dieu (1981) Publié en français sous le titre Les Bouffons de Dieu, Paris, Hachette, 1981 ; réédition, Le Livre de poche no 5711, 1982
- The World is Made of Glass (1983) Publié en français sous le titre Un monde transparent, Paris, Hachette, 1983 ; réédition, Le Livre de poche no 14270, 1998
- Cassidy (1986) Publié en français sous le titre Cassidy, Paris, Belfond, 1987
- Masterclass (1988) Publié en français sous le titre De main de maître, Paris, Laffont, 1989 ; réédition, Le Livre de poche no 7328, 1991
- Lazare (1990) Publié en français sous le titre Lazare, Paris, Laffont, 1990 ; réédition, Le Livre de poche no 4359, 1992
- The Ringmaster (1991)
- The Lovers (1993)  Publié en français sous le titre Les Amants, Paris, Albin Michel, 1994 ; réédition, Le Livre de poche no 13901, 1996
- Vanishing Point (1996)  Publié en français sous le titre Le Mystère Strassberger, Paris, Albin Michel, 1997 ; réédition, Le Livre de poche no 17065, 1999
- Eminence (1998) Publié en français sous le titre Éminence, Paris, Laffont, 1998
- The Last Confession (2000), œuvre posthume,  (ISBN 0-7322-6595-9)

### Théâtre
- The Mask of Marius Melville (1945)
- The Prince of Peace
- Trumpets in the Dawn
- Genesis in Juddsville
- The Illusionists (1955)
- The Devil’s Advocate (1961)
- Daughter of Silence (1962)
- The Heretic (1969)
- The World is Made of Glass (1982)

### Adaptations

#### Au cinéma
- 1968 : The Shoes of the Fisherman ("Les Souliers de saint Pierre"), film américain réalisé par Michael Anderson, avec Anthony Quinn
- 1977 : L'Avocat du diable (The Devil's Advocate), film allemand de langue anglaise réalisé par Guy Green, avec John Mills
- 1985 : The Naked Country, film australien réalisé par Tim Burstall, avec John Stanton
- 1987 : The Second Victory, film britannique réalisé par Gerald Thomas, avec Anthony Andrews

#### À la télévision
- 1989 : Cassidy, téléfilm australien réalisé par Carl Schultz, avec Bill Hunter